# John Gage Rokewode
John Gage Rokewode FSA (13 septembre 1786 - 14 octobre 1842 à Claughton Hall, Lancashire) est un historien et antiquaire britannique.

## Biographie
Il est le quatrième fils de Sir Thomas Gage de Hengrave Hall, Suffolk et prend le nom de Rokewode en 1838 lorsqu'il hérite des domaines de Rokewode. John est un descendant d'une lignée maternelle d'Ambrose Rookwood. Il fait ses études au Stonyhurst College, et après avoir étudié le droit sous Charles Butler, il est admis au barreau, mais n'a jamais pratiqué, préférant se consacrer à des activités antiquaires. Il est élu membre de la Society of Antiquaries of London en 1818 et est directeur de 1829 à 1842. Il est également élu membre de la Royal Society en avril 1824.

## Travaux
En 1822, il publie The History and Antiquities of Hengrave in Suffolk et en 1838 The History and Antiquities of Suffolk. Son édition de la chronique de Jocelin de Brakelond, publiée par la Camden Society en 1840, fournit à Thomas Carlyle une grande partie de son matériel pour Past and Present (1843). De nombreux articles de lui paraissent dans Archaeologia, dont beaucoup sont republiés sous forme de brochures séparées, notamment la description des Benedictionals de St. Æthelwold et de Robert de Jumièges ; il imprime également la généalogie de la famille Rokewode avec des chartes s'y rapportant dans Collectanea Topographica et Genealogica, II. Il contribue à l'Orthodox Journal et au Catholic Gentleman's Magazine. Le Gentleman's Magazine publie une liste complète de son travail avec la Society of Antiquaries, notamment :
- A Dissertation on St. Æthelwold's Benedictional, un manuscrit enluminé du Xe siècle, dans Archæologia, xxiv. 1–117, avec trente-deux planches ;
- A Description of a Benedictional or Pontifical, called Benedictionarius Roberti Archiepiscopi un manuscrit enluminé du Xe siècle dans la bibliothèque publique de Rouen, ib. pages 118 à 136 ;
- The Anglo-Saxon Ceremonial of the Dedication and Consecration of Churches ib. xxv. 235–74 ;
- Remarks on the Louterell Psalter, imprimé, avec six planches, dans la Vetusta Monumenta , vol. vi. ;
- A Memoir on the Painted Chamber in the Palace at Westminster,' imprimé, avec quatorze planches, dans le même volume de Vetusta Monumenta.

Beaucoup de ses manuscrits sont vendus après sa mort avec sa précieuse bibliothèque. Cependant, Sir Thomas Rokewode-Gage, 8e baronnet, en conserve beaucoup, dont il fait don à la bibliothèque de l'Institut archéologique de Bury et West Suffolk lors de sa création en 1848. La Société des Antiquaires possède un buste de lui par RC Lucas.